# Arctagrostis
Arctagrostis là một chi thực vật có hoa trong họ Hòa thảo (Poaceae).

## Loài
Chi Arctagrostis gồm các loài: